# 과테말라의 재외공관 목록

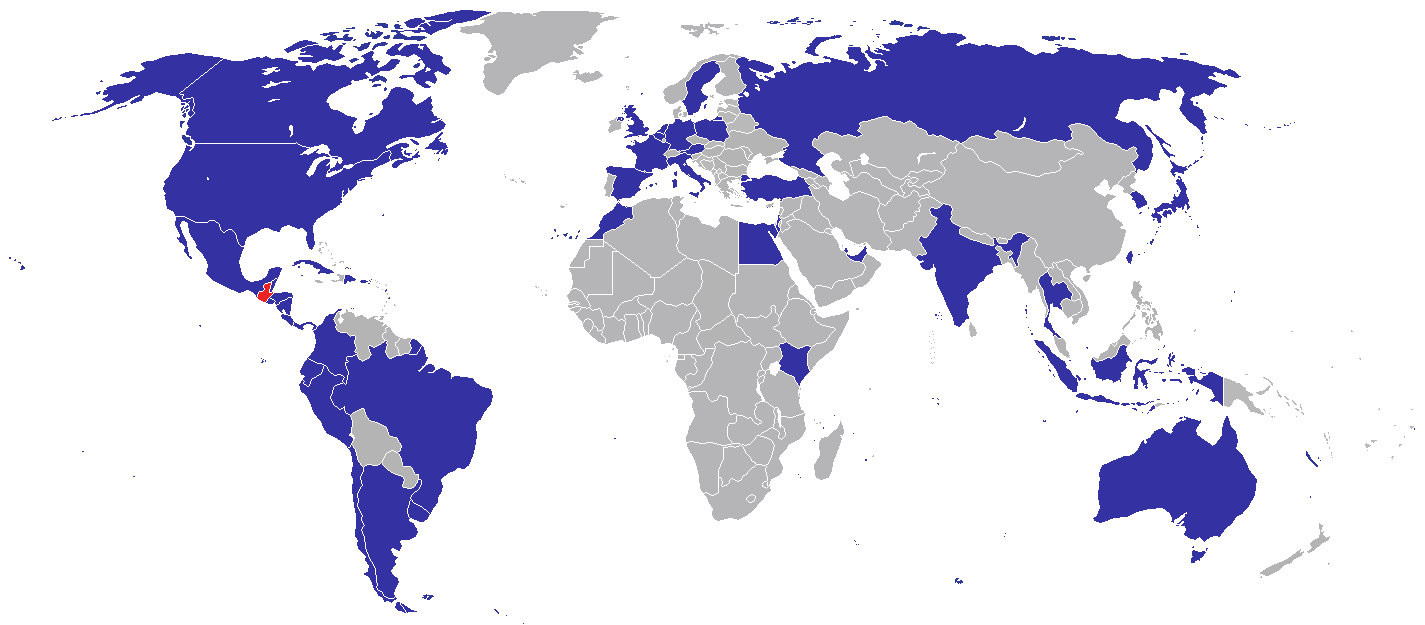
과테말라의 재외공관

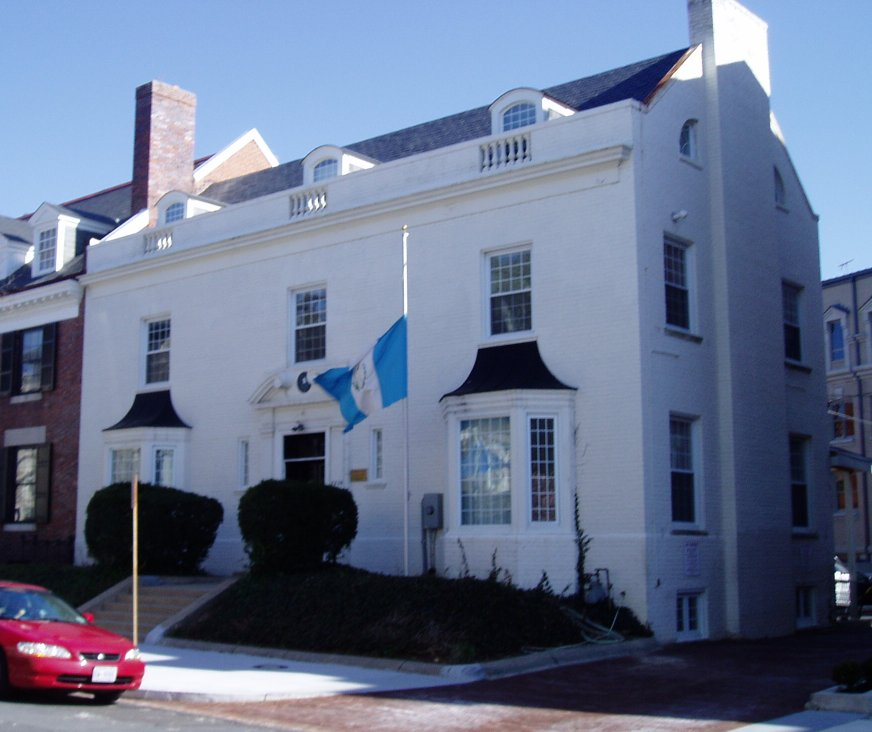
워싱턴 D.C. 주재 과테말라 대사관

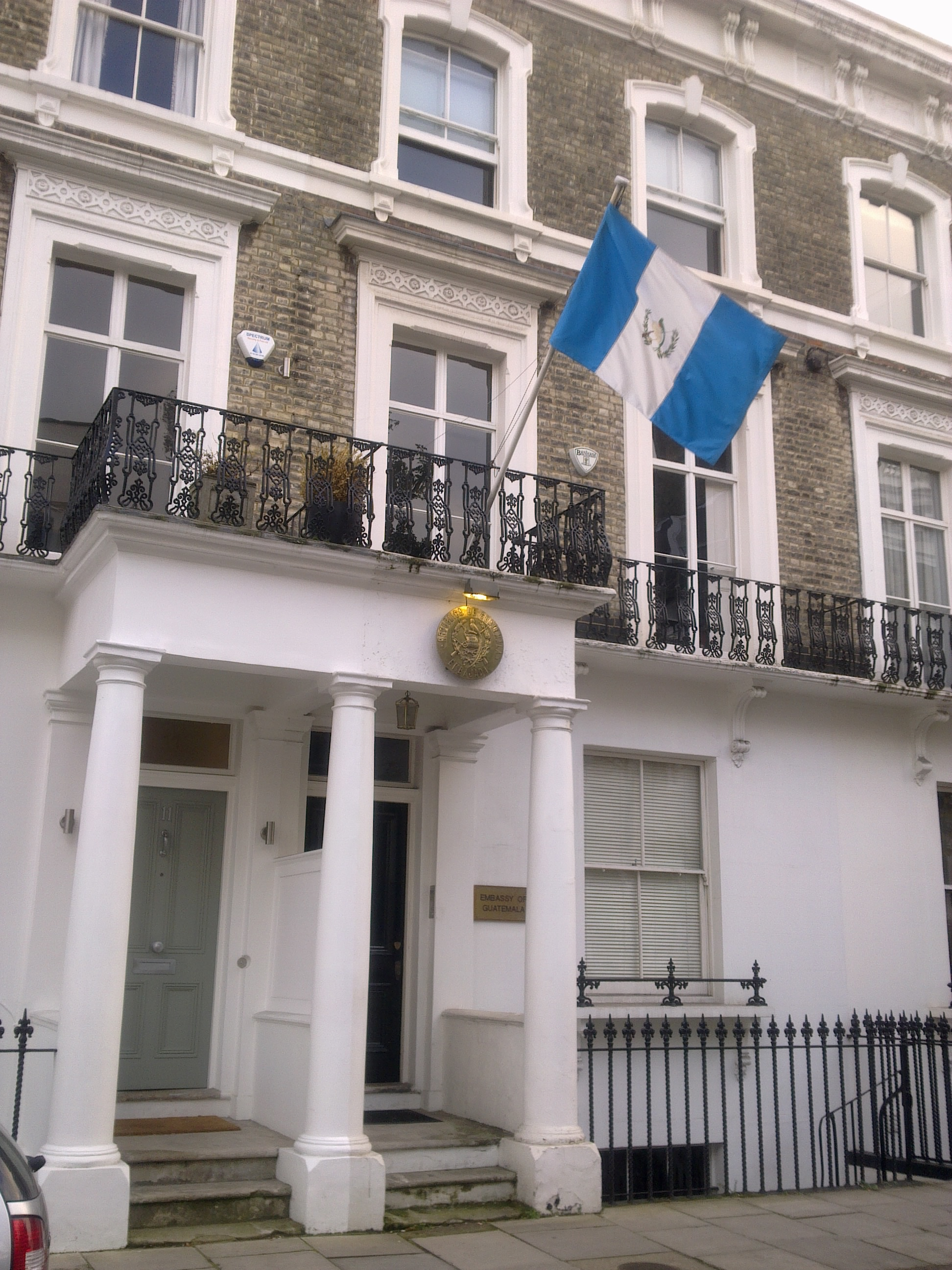
런던 주재 과테말라 대사관

과테말라의 재외공관 목록은 과테말라 주재 대사관을 각국에 상주시켜 놓는 것을 의미하며 과테말라의 재외공관을 나열한 목록이다.

## 아프리카
- 이집트 : 카이로 (대사관)

## 아메리카
- 아르헨티나 : 부에노스아이레스 (대사관)
- 벨리즈 : 벨모판 (대사관), 벵케비에호델카르멘 (총영사관)
- 브라질 : 브라질리아 (대사관)
- 캐나다 : 오타와 (대사관), 몬트리올 (총영사관)
- 칠레 : 산티아고 (대사관)
- 콜롬비아 : 보고타 (대사관)
- 코스타리카 : 산호세 (대사관)
- 쿠바 : 아바나 (대사관)
- 도미니카 공화국 : 산토도밍고 (대사관)
- 에콰도르 : 키토 (대사관)
- 엘살바도르 : 산살바도르 (대사관)
- 온두라스 : 테구시갈파 (대사관), 산페드로술라 (영사관)
- 멕시코 : 멕시코시티 (대사관), 오아하카 (총영사관), 테노시케 (총영사관), 티후아나 (총영사관), 툭스틀라구티에레스 (총영사관), 베라크루스 (총영사관), 시우다드이달고 (영사관), 코미탄 (영사관), 타파출라 (영사관), 아카유칸 (영사 출장소), 아리아가 (영사 출장소)
- 니카라과 : 마나과 (대사관)
- 파나마 : 파나마시티 (대사관)
- 페루 : 리마 (대사관)
- 트리니다드 토바고 : 포트오브스페인 (대사관)
- 미국 : 워싱턴 D.C. (대사관), 애틀랜타 (총영사관), 시카고 (총영사관), 덴버 (총영사관), 휴스턴 (총영사관), 로스앤젤레스 (총영사관), 마이애미 (총영사관), 뉴욕 (총영사관), 피닉스 (총영사관), 프로비던스 (총영사관), 샌프란시스코 (총영사관), 실버스프링 (총영사관), 델리오 (영사관), 매캘런 (영사관), 샌버너디노 (영사관), 투손 (영사관)
- 우루과이 : 몬테비데오 (대사관)
- 베네수엘라 : 카라카스 (대사관)

## 아시아
- 인도 : 뉴델리 (대사관)
- 이스라엘 : 텔아비브 (대사관)
- 일본 : 도쿄도 (대사관)
- 대한민국 : 서울특별시 (대사관)
- 중화민국 : 타이베이시 (대사관)

## 유럽
- 오스트리아 : 빈 (대사관)
- 벨기에 : 브뤼셀 (대사관)
- 프랑스 : 파리 (대사관)
- 독일 : 베를린 (대사관)
- 바티칸 시국 : 바티칸 시국 (대사관)
- 이탈리아 : 로마 (대사관)
- 네덜란드 : 헤이그 (대사관)
- 노르웨이 : 오슬로 (대사관)
- 러시아 : 모스크바 (대사관)
- 스페인 : 마드리드 (대사관)
- 스웨덴 : 스톡홀름 (대사관)
- 스위스 : 베른 (대사관)
- 영국 : 런던 (대사관)

## 오세아니아
- 오스트레일리아 : 캔버라 (대사관)

## 대표부
- EU 과테말라 정부 대표부 : 브뤼셀
- UN 과테말라 정부 대표부 : 뉴욕, 제네바
- UNESCO 과테말라 정부 대표부 : 파리
- FAO 과테말라 정부 대표부 : 로마
- 미주 기구 과테말라 정부 대표부 : 워싱턴 D.C.